# Nowoswitliwka (Wosnessensk)
Nowoswitliwka (ukrainisch Новосвітлівка; russisch Новосветловка Nowoswetlowka, früher deutsch Rohrbach) ist ein Dorf in der ukrainischen Oblast Mykolajiw mit etwa 1400 Einwohnern.

## Geografische Lage
Das Dorf liegt rund 120 km nordnordöstlich von Odessa, 23 Kilometer südwestlich des ehemaligen Rajonszentrums Wesselynowe und 67 Kilometer nordwestlich vom Oblastzentrum Mykolajiw entfernt. Es erstreckt sich auf beiden Seiten einer Talsenke, wobei der östliche Teil rund 3/4 des Dorfes ausmacht. Nördlich des Dorfes liegt die Quelle des Zareha (ukrainisch Царега), einem 46 km langen Zufluss des Tylihul-Liman.

## Geschichte
Die Siedlung, die zeitweilig bis zu 4000 Einwohnern hatte, gehörte zur Kolonie Beresan und wurde 1809 von deutschen Siedlern unter dem Namen Rohrbach gegründet.
Die Namen der umliegenden Dörfer wie Worms, Speyer und eben Rohrbach verweisen auf die Herkunft der ersten Siedlergeneration, die aus der Pfalz, Nordbaden und dem Unterelsass kam.
Zu deutscher Zeit gab es eine Schule sowie eine evangelisch-lutherische Kirche. Beide wurden im Zweiten Weltkrieg durch die Rote Armee zerstört, ebenso der deutsche Friedhof.
Die Architektur der Häuser ist die typische Architektur im Beresan-Gebiet: Lange, schmale Häuser, oft über 15 m lang, die orthogonal zur Straße gebaut sind und im hinteren Teil Stallungen für Vieh beinhalteten.
Nach dem Zweiten Weltkrieg sind bis auf eine neue Schule nur wenige Neubauten hinzugekommen.

## Sehenswürdigkeiten
In der Schule existiert ein kleines Museum, das sich mit der Ortsgeschichte befasst und in dem sowohl die deutsche wie auch sowjetische und neuerdings die ukrainische Zeit berücksichtigt sind. Ein vierbändiges, wenn auch noch unvollständiges, Verzeichnis mit dem Schicksal der Kolonisten im Beresan-Gebiet wurde vom zuständigen Oblast erstellt.
2009 wurde anlässlich der 200-Jahr-Feierlichkeiten ein zweisprachiges Ortsschild am Ortseingang von Norden kommend installiert.

## Gemeinde
Am 12. Juni 2020 wurde das Dorf ein Teil der neugegründeten Siedlungsgemeinde Wesselynowe, bis dahin bildete es die gleichnamige Landratsgemeinde Nowoswitliwka (Новосвітлівська сільська рада/Nowoswitliwska silska rada) im Südwesten des Rajons Wesselynowe.
Am 17. Juli 2020 kam es im Zuge einer großen Rajonsreform zum Anschluss des Rajonsgebietes an den Rajon Wosnessensk.

## Persönlichkeiten
- Johannes Bonekemper (1795–1857), Pastor von 1824 bis 1848
- Karl Bonekemper (1827–1893), Pastor von 1865 bis 1876